# 奇利科查湖
12°41′14″S 75°24′34″W / 12.68722°S 75.40944°W
奇利科查湖（Lake Chilicocha），是秘魯的湖泊，位於該國中南部萬卡韋利卡大區，由萬卡韋利卡省的阿科班比亞區負責管轄，處於阿克奇科查湖和安加斯科查湖東南面。